# 刈谷市立富士松東小学校
刈谷市立富士松東小学校（かりやしりつ ふじまつひがししょうがっこう）は、愛知県刈谷市東境町堀池71に位置する市立小学校である。

## 歴史
刈谷市最北部に位置する刈谷市立富士松北小学校のマンモス校化にともない、1981年（昭和56年）4月1日に富士松北小学校から分離独立して刈谷市立富士松東小学校が開校した。刈谷市12番目の小学校である。東境町の一部、西境町、一里山町を校区としている。刈谷市立富士松中学校の校区に含まれている。校区は市北部の丘陵地にあり、スイカやダイコンなどの農業が盛んである。富士松東小学校のすぐ南側にはトヨタ車体本社・富士松工場がある。

### 年表
- 1981年（昭和56年）4月1日 - 刈谷市立富士松北小学校から分離して刈谷市立富士松東小学校として開校。
- 1989年（平成元年） - フラワー・ブラボー・コンクール国土庁長官賞
- 1995年（平成7年） - 環境庁水環境賞

### 児童数の変遷
『愛知県小中学校誌』（2018年）によると、児童数の変遷は以下の通りである。
| 1981年（昭和56年） | 771人 |  |
| 1987年（昭和62年） | 689人 |  |
| 1997年（平成9年）  | 505人 |  |
| 2007年（平成19年） | 532人 |  |
| 2017年（平成29年） | 442人 |  |